# میچل (بازیکن فوتبال، زاده ۱۹۷۵)
میچل (اسپانیایی: Míchel‎؛ زادهٔ ۳۰ اکتبر ۱۹۷۵) بازیکن سابق و مربی فوتبال اهل اسپانیا است.
از باشگاه‌هایی که در آن بازی کرده‌است می‌توان به باشگاه فوتبال رئال مورسیا، باشگاه فوتبال رایو وایکانو، باشگاه فوتبال آلمریا و باشگاه فوتبال مالاگا اشاره کرد.

## افتخارات

### به عنوان مربی
رایو وایکانو
- سگوندا دیویسیون(۱): ۱۸–۲۰۱۷

اوئسکا
- سگوندا دیویسیون(۱): ۲۰–۲۰۱۹